# Bacillemma leclerci
Bacillemma leclerci là một loài nhện trong họ Tetrablemmidae. Chúng thuộc chi đơn loài Bacillemma, được Deeleman-Reinhold miêu tả năm 1993.